# Palidez
Palidez é um sinal sintomático caracterizado pela falta de sangue em determinada área corporal. Causada geralmente pela vasoconstrição, onde o sangue é retirado das extremidades corpóreas, é melhor evidenciada na face do paciente. 
A pele perde sua coloração. No entanto não se pode confundir uma pele clara e grossa com palidez, pois peles claras e finas geralmente são rosadas; já peles claras e com espessura maior (devido por exemplo ao cruzamento de etnias claras de pele fina com etnias de pele grossa e escura, resultando em híbridos de pele clara e grossa, devido a genes aleatórios recombinados quimicamente), tendem a ocultar os micro-vasos que dão a coloração rosa (vermelho-clara ou fusão do branco da pele com o ferro da hemoglobina dos micro-vasos, que dá o mesmo aspecto/impressão de quando se mistura tinta guache branca com vermelha), tendem a ocultar os micro-vasos em camadas menos superficiais e mais profundas da derme (este tipo de pele torna-se menos transparente a luz por exemplo, porém mais reflectivo), dando a impressão de que tais pessoas não possuem veias ou hemoglobina, quando na verdade estas estão apenas mais ocultas que em peles mais finas (caso parecido ocorre com a pele africana, porém neste caso há um somatório do pigmento melanócito, dando também a impressão de não existir sistema circulatório ali). 
Casos clássicos de etnias que apresentam a chamada "pseudo-palidez", são aquelas resultantes da hibridização entre etnias norte-eurasianas amarelas, de pele mais espessa que a pele rosada, com pessoas de certas partes da Europa, a exemplo dos ingleses do leste. Quando tal ocorre, a resultante (o resultado) são híbridos muito parecidos com os norte-alpinos do Mar Báltico Oriental, cuja pele mais se aparenta com um espelho devido ao excesso de fótons que reflete, excitando bastante a nossa retina e chamando muito a nossa atenção devido a uma espécie de reflexo visual.